# Otto Pankok
 Otto Pankok  (født 6. juni 1893, død 10. oktober 1966) var en tysk maler, litograf og billedhugger.

## Biografi
Pankok blev født i Mülheim an der Ruhr i Ruhr-distriktet. I 1912 begyndte han sin uddannelse som kunstner ved kunstakademierne i Düsseldorf og Weimar. Efter kun et par måneder forlod han akademiet i Weimar, hvor han studerede under Fritz Mackensen og Albin Egger-Lienz, ohvorefter han tog på studietur til Holland med Werner Gilles. Senere tilbragte han i 1914 to måneder to måneder i Paris, hvor han deltog i Académie russe og Académie de la Grande Chaumière. Mellem 1914-1917 han var en soldat i Frankrig under 1. verdenskrig.
Tilbagevendt til Düsseldorf i 1919, var han en af grundlæggerne af "Junge Rheinland" (Unge Rheinland-gruppen). Med bl.a. Otto Dix, Gert Heinrich Wollheim, og Adolf Uzarski var han en af de malere, der var knyttet til kunsthandleren Johanna Ey. I 1921 blev han gift med journalisten Hulda Droste.
Da Hitler kom til magten i 1933, blev Pankok erklæret en degenereret kunstner. Efterfølgende blev 56 af hans billeder beslaglagt fra museer, hvoraf nogle blev optaget i den berygtede udstilling Entartete Kunst (Degenereret Kunst), der blev afholdt af nazisterne i München i 1937.
Efter krigen (fra 1947 til 1958) han var professor ved kunstakademiet i Düsseldorf, hvor Günter Grass, Gotthard Graubner, Vincent van Volkmer og Günther Uecker var blandt hans elever. Bortset fra årene under naziregimet rejste Pankok meget, og han malede meget under sine rejser. Han døde i Wesel.

## Arbejder
Pankoks værker er typisk store monokrome malerier. Han skabte også en omfattende samling af grafiske arbejder, især træsnit og monotypier. Pankoks billeder viser mennesker, dyr og landskaber, realistiske og udtryksfulde, og skildrer ofte mennesker på kanten af samfundet. Pankok fremstillede også mere end 200 (primært små) bronze-skulpturer. Fra 1924 til 1933 bidrog Pankok regelmæssigt med portrættegninger til Düsseldorf-avisen, "Der Mittag".